# Maseru-Mia
Maseru-Mia är en flygplats i Lesotho. Den ligger i den västra delen av landet, i huvudstaden Maseru. Maseru-Mia ligger 1 556 meter över havet.
Terrängen runt Maseru-Mia är kuperad söderut, men norrut är den platt. Runt Maseru-Mia är det ganska tätbefolkat, med 139 invånare per kvadratkilometer. Närmaste större samhälle är Maseru, 2,4 km sydväst om Maseru-Mia. Trakten runt Maseru-Mia består i huvudsak av gräsmarker.